# Precizijsko litje
Precizijsko litje, imenovano tudi litje s postopkom izgubljenega voska (francosko cire perdue) je postopek, pri katerem je dvojnik kovinske skulpture (pogosto srebro, zlato, medenina ali bron ulit iz izvirne skulpture. Odvisno od kiparjevih sposobnosti, lahko s to metodo nastanejo zapletena dela. Čeprav se proces danes razlikuje od livarne do livarne, so koraki pri litju majhnih bronastih skulptur precej standardizirani. Variante procesa so: "izgubljeni kalup", kjer se lahko uporabi drugi material kot vosek (kot so: loj, smola, katran in tekstil)  in "postopek odpadnega voska" (ali "litje odpadnega kalupa"), ker se kalup uniči, da se odstrani odlitek.  V Evropi se je postopek uporabljal do 18. stoletja, ko je prevladal proces oblikovanja s kalupom.
Moderna oblika litja z izgubljenim voskom je bila razvita med vojno, in so jo uporabljali za številne potrebe v vojni industriji. Kasneje, z rastjo industrije civilnih letal v 1980-ih se je povpraševanje po tem še povečalo. Danes, z moderno računalniško tehnologijo, robotiko in sodobnimi tehnikami litja se 15 % svetovne industrije litja izvaja z metodo precizijskega litja.

## Postopek
Odlitek lahko izdelamo iz samega modela voska, direktne metode ali s posredno metodo, kopije modela iz voska. Koraki za posredni proces so:
1. Izdelava modela. Umetnik ali izdelovalec kalupa ustvari izvirni model iz voska, gline ali drugega materiala. Vosek in glina na osnovi olja sta pogosto prednostna, ker ta materiala ohranjata svojo mehkobo.
2. Izdelava kalupa. Kalup je izdelan iz izvirnega modela ali skulpture. Togi zunanji kalupi vsebujejo mehkejši notranji kalup, ki je natančen negativen izvirni model. Notranji kalupi so običajno narejeni iz lateksa, poliuretanske gume ali silikona, ki ga obdaja zunanji kalup. Zunanji kalupi so lahko izdelani iz mavca, iz steklenih vlaken ali drugih materialov. Večina kalupov je narejena iz vsaj dveh kosov. Če obstajajo dolgi, tanki deli, ki segajo izven modela, so pogosto odrezani iz originala in oblikovani ločeno. Včasih je za izdelavo originalnega modela potrebno veliko kalupov, še posebej za velike modele.
3. Vosek. Ko je kalup končan, se vanj vlije staljen vosek ali postopoma po slojih dokler ne doseže želene debeline ali se celoten kalup napolni s staljenim voskom in pusti, da se ohladi. S tem drugim načinom je težje nadzorovati celotno debelino voskastega sloja.
4. Odstranjevanje voska. Ta votla kopija izvirnega modela se odstrani iz kalupa. Proizvajalec modelov lahko ponovno uporabi kalup, da naredi več kopij, kar je omejeno le z vzdržljivostjo kalupa.
5. Dodelava voščenega odlitka. Sledi stikov se zgladi, voščeni model v tej fazi dobi končni izgled, ki ga bo imel tudi sam kovinski odlitek
6. Postavljanje kanala za ulivanje kovine in odvod zraka
7. Izdelava livarskega kalupa - voščeni odlitek se po postavljanju kanala za ulivanje in odvod zraka prevleče z ognjevarno zmesjo
8. Zažiganje - voščeni odlitek se stopi in dobimo prostor, ki s svojo obliko točno oblikuje voščeni odlitek
9. Testiranje in korigiranje livarskega kalupa
10. Ulivanje kovine
11. Razbijanje kalupa in jemanje odlitka
12. Cizeliranje tj. končna obdelava odlitka

Pred kalupi za litje na osnovi silicijevega dioksida so bili ti izdelani iz različnih drugih materialov, odpornih na ogenj, najpogosteje iz mavca, z dodatkom in gline. Pred gumijastimi kalupi so uporabljali želatino.

## Umetniški nakit in majhni deli
Metode, ki se uporabljajo za majhne dele in nakit, se nekoliko razlikujejo od tistih, ki se uporabljajo za kiparstvo. Model iz voska se dobi bodisi z vbrizgavanjem v gumijasto obliko ali z izdelavo izreza. 
Postopek izgubljenega voska se lahko uporablja s katerim koli materialom, ki lahko gori, se tali ali izhlapeva, da zapusti votlino kalupa. Nekateri avtomobilski proizvajalci uporabljajo tehniko izgubljene polistirenske pene za izdelavo blokov motorja.
V zobozdravstvu se zlate krone izdelujejo s tehniko izgubljenega voska. Za tovrstno obnovo je potrebna previdna skrb za pripravo zob, jemanje odtisov in laboratorijska tehnika. Zobni laboratoriji naredijo tudi druge predmete na ta način.

## Arheološka zgodovina

### Srednji vzhod
Najstarejši znani primeri te tehnike so predmeti imenovani jamski zaklad Nahal Mišmar, odkriti ob Mrtvem morju v južnem Izraelu, ki spadajo v čas kalkolitika (4500-3500 pr. n. št.). Zadržane ocene starosti radio karbonskega datiranja predmetov so c. 3700 pr. n. št. 

### Bližnji vzhod
V Mezopotamiji, od c. 3500-2750 pr. n. št., je bila tehnika izgubljenega voska uporabljena za majhne, kasneje pa tudi za velike bakrene in bronaste kipe.  Eden od prvih ohranjenih ulitkov je majhen levji obesek iz Uruka IV. Sumerski kovinarji so uporabljali izgubljeni vosek od približno c. 3500-3200 pr. n. št..  Veliko poznejši primeri iz severovzhodne Mezopotamije / Anatolije so Veliki Tumulus iz Gordiona (pozno 8. stoletje pr. n. št.), pa tudi druge vrste uartartskih pridatkov za kotel. 

### Južna Azija
Najstarejši znan primer tehnike izgubljenega voska je 6.000 let star bakren, kolutast amulet, ki so ga našli v Mehrgarhu v Pakistanu. 
Ulivanje kovin v civilizaciji doline Inda se je začelo okoli leta 3500 pr. n. št. na območju Mohendžo-daro, kjer so našli enega od prvih znanih primerov izgubljenega voska, indijsko bronasto figuro imenovano "plešoče dekle" iz Harappa, ki sega v obdobje približno 3300-1300 pr. n. št. Drugi primeri so bivol, bik in pes, ki so bilo najdeni v Mohendžo-daro in Harappi  dve bakreni figuri, najdenih pri Harappi na lokaciji Lothal v okrožju Ahmedabad Gujarata in podobno pokriti košari z manjkajočim kolesom in celoten voziček z voznikom iz Chanhudaroja.
Med obdobjem po Harappanu so Utar Pradeš, Bihar, Madja Pradeš, Odiša, Andra Pradeš in Zahodna Bengalija znani tudi po zalogi bakrenih in bronastih orodij, narejenih s tehniko izgubljenega voska. Na ruševinah v Sirkapu so našli zlate in bakrene okraske, očitno v helenističnem slogu, ki so jih izdelovali cire perdue. Eden od primerov te indo-grške umetnosti je iz 1. stoletja pr. n. št. je mladoletna figura Harpokratesa izkopana v Taxili. Bronaste ikone so bile izdelane v 3. in 4. stoletju, kot so podobe Bude v Amaravati in slike Rame in Kartikeja v okrožju Guntur v Andra Pradešu. Dodatni dve bronasti podobi Parsvanate in majhen votli bik je prišla iz Sahribahlola, Gandhare, omeniti pa treba tudi stoječega Tirthankara (2., 3. stoletje n. št.) iz Čausa v Biharju. Druge pomembne bronaste figure in slike so bile najdene v Ruparju, Mathuri (Utar Pradeš) in Brahmapuri, Maharaštra.
Bronaste figure iz Gupta in post-Gupta obdobja so našli iz naslednjih krajih: Saranath, Mirpur-Khas (v Pakistanu), Sirpur (okrožje Raipur), Balaighat (blizu Mahasthana zdaj v Bangladešu), Akota (v bližini Vadodare, Gujarat) Vasantagadh, Chhatarhi, Barmer in Chambi (v Rajesthanu). Produkcija slik s postopkom izgubljenega voska je dosegla vrh od 750 do 1100, še vedno pa je v južni Indiji ostal med 1500 in 1850. Tehnika je bila uporabljena po vsej Indiji, pa tudi v sosednjih državah Nepalu, Tibetu, Cejlonu, Burmi in Siamu.

### Egipt
Egipčani so prakticirali cire perdue sredi 3. tisočletja pred našim štetjem, kar je razvidno iz zgodnje dinastičnih zapestnic in zlatega nakita.  Vbrizgani tulci za vrče (bakrene posode za vodo) iz četrte dinastije (staro kraljestvo) so bili izdelani z metodo izgubljenega voska . V srednjem kraljestvu so se pojavili ulitki, kot je Louvrski kipec najdba iz Fayuma, sledili so kipci (kot je doječa mati v Brooklynu) iz drugega vmesnega / zgodnjega novega kraljestva. Kipi v novem kraljestvu so predstavljeni s klečečim kipom Tutmozisa IV. (Britanski muzej v Londonu) in glavo Ramzesa V. (Fitzwilliam Museum, Cambridge).  Ulitki postanejo podrobnejše in se nadaljujejo v osemnajsti dinastiji, kot je črna bronasta klečeča figura Tutankamona (Muzej Univerze v Pennsylvaniji). Cire perdue se uporablja v množični produkciji v poznem obdobju do grško-rimskih časov, ko so bili podarjeni številki božanski kipci kot votivni darovi v templje. Ročaji v obliki gole ženske na bronastih ogledalih so bili narejeni v procesu izgubljenega voska.

### Grški, rimski in sredozemski svet
Tehnika izgubljenega voska je bila poznana na območju Egejskega morja v času bronaste dobe, zlasti v drugem tisočletju pred našim štetjem.  Neposredne imitacije in lokalne izpeljave orientalskih, siro-palestinskih in ciprskih figuric najdemo v pozni bronasti dobi na Sardiniji, z lokalno proizvodnjo figuric iz 11. do 10. stoletja pred našim štetjem. Nekateri kraji pozne bronaste dobe na Cipru so izdelovali bronaste figure ljudi in živali. Eden od primerov je moška figura, najdena v Enkomi . Trije predmeti s Cipra (v Metropolitanskem muzeju umetnosti v New Yorku) so narejeni s tehniko izgubljenega voska iz 13. in 12. stoletja pred našim štetjem in sicer amfora in tripod. Kremacijski grobovi (predvsem v 8.-7. stoletju pr. n. št., ki so trajali do začetka 4. stoletja) iz nekropole Paularo (italijanske vzhodne Alpe) so vsebovali fibule, obeske in druge predmete iz bakra, ki so bili izdelani s postopkom izgubljenega voska . Etruščanski primeri, kot je bronast antropomorfni ročaj iz zbirke Bocchi (Nacionalni arheološki muzej Adria), ki so segali v 6. do 5. stoletje pred našim štetjem, so narejeni v cire perdue.  Večina ročajev v zbirki Bocchi in nekaj bronastih posod, najdenih v jadranskem morju (Rovigo, Italija), so bili izdelani v tehniki izgubljenega voska. Bolje znani predmeti iz klasičnega sveta so "Deček ki moli" c. 300 pr. n. št. (v Berlinskem muzeju), kip Here iz Vulcija (Etrurija), ki je bil, tako kot večina kipov, odlit v več delih, ki so jih nato združili . Drugi, zgodnejši primeri, ki kažejo to skupino predmetov so bronasta glava Chatsworthski Apolon in bronasta glava Afrodita iz Satale (Turčija) v Britanskem muzeju.  Bronasti štirje konji San Marca (Benetke, verjetno 2. stoletje), so drug najpomembnejši primer kipov, ki je bil ulit v več delih. 

### Vzhodna Azija
Obstaja veliko različic pri uporabi metode izgubljenega voska v vzhodni Aziji. Metoda litja brona v času dinastij Šang in Zou (približno 1500-500 let pred našim štetjem) je bila običajno predvidena z metodo izgubljenega kalupa. Nadaljnje preiskave so pokazale, da to ni tako, saj je jasno, da je bila metoda ulivanja kovine glavna tehnika, ki se uporablja za proizvodnjo bronastih posod na Kitajskem . Tehnologija izgubljenega voska se ni pojavila na severu Kitajske do 6. stoletja pred našim štetjem . Metoda je znana kot rōgata v japonščini in sega v obdobje Yayoi, c. 200 pr. n. št.. Najbolj znano delo, narejeno s cire perdue, je bronasta podoba Bude v templju samostana Todaiji v Nari. Izdelana je bila po delih med 743 in 749, uporabili naj bi sedem ton voska. 

### Jugovzhodna Azija
Prebivalci Ban Na Di so od okoli 1200 pr. n. št. do 200 n. št. uporabljali tehniko izgubljenega voska za izdelavo obročastih zapestnic . Te so značilne za severovzhodno Tajsko. Nekatere zapestnice iz Ban Na Di so odkrile temno sivo snov med osrednjim glinenim jedrom in kovino, ki je bila v analizi opredeljena kot nerafinirana oblika voska žuželke. Verjetno je, da so okrasne predmete, kot so zapestnice in obročki, delali v cire perdu na Non Nok Tha in Ban Chiang. Obstajajo tehnološke in materialne vzporednice med severovzhodno Tajsko in Vietnamom glede tehnike izgubljenega voska. kraji, ki razstavljajo artefakte iz procesa izgubljenega voska v Vietnamu, kot so bobni Dong Son, prihajajo iz Dong Sona in kulture Phung Nguyen, kot je en srp in figura sedečega posameznika iz Go Muna ( v bližini Phung Nguyen, regija Bac Bo), ki izhaja iz faze Go Muna (konec splošnega B obdobja, do 7. stoletja pred našim štetjem).

### Evropa
Pokazalo se je, da sta Dunaverney (1050-910 pr. n. št.) In Little Thetford (1000-701 pr. n. št.) kavelj za meso, uporabljala postopek izgubljenega voska. Majhen Thetfordov kavelj je zlasti uporabil izrazito inventivne metode . Zapleten Gloucestrski svečnik (1104-1113 n. št.) je bil izdelan kot model voska v enem kosu, nato pa je ulit preko zapletenega sistema vrat in ventilov v kalup.

### Afrika
Znano je, da so v Afriki ulivali bronaste izdelke v 9. stoletju v pokrajini Igbo (Igbo-Ukwu) v Nigeriji, v  12. stoletju v Yorubi (Ife) in v 15. stoletju v Beninskem kraljestvu. Obstajajo nekateri portreti glav. 

### Latinska Amerika
Tradicija izgubljenega voska so razvila ljudstva Nikaragve, Kostarike, Paname, Kolumbije, severozahodne Venezuele, Andske Amerike in zahodnega dela Južne Amerike.  Z ulivanjem so izdelali za regijo značilne zlate žice in občutljiv žični okras, kot so drobni ušesni okraski. Proces so v pred-španski dobi poznale kolumbijske kulture Muisca in Zenú . Dva kalupa, en kompleten in en zlomljen iz približno predkolumbovskega obdobja, so našli v jašku in grobni komori v pokrajini Puebla Tapada v občini Montenegro (departma Quindío).  Metoda izgubljenega voska se v Mehiki ni pojavila do 10. stoletja , in je bila nato uporabljena v zahodni Mehiki, da bi naredila široko paleto zvonastih oblik. 

## Literarna zgodovina

### Posredni dokazi
Nekatera zgodnja literarna dela se nanašajo na ulivanje voska. Columella, latinski pisatelj iz 1. stoletja n. št. omenja obdelovanje voska iz čebelnjakov v De Re Rustici, morda za ulivanje, kot tudi Plinij starejši , ki podrobno opisuje prefinjen postopek izdelave punskega (kartažanskega) voska.  En grški napis se nanaša na plačilo obrtnikov za svoje delo na Erehtejonu v Atenah (408 / 7-407 / 6 pr. n. št.). Glineni modeli se lahko uporabljajo za kalupe za izdelavo terakota negativov za litje ali za proizvodnjo pozitivnih voskov. Plinij prikazuje Zenodorousa (fr) kot dobro cenjenega antičnega umetnika, ki proizvaja bronaste kipe in opisuje Lizistrata iz Sikiona, ki se ukvarja z mavčnimi odlitki živih obrazov, da bi ustvarjal voske za posredni proces.
Številni bronasti kipi ali deli kipov v antiki so bili narejeni z uporabo izgubljenega voska. Teodor iz Samosa je pogosto povezan z ulivanjem brona.  Plinij tudi omenja uporabo svinca, za katerega je znano, da je pomagal ulivati bron na vsa območja in dele kompleksnih kalupov.  Quintilian dokumentira litje kipov v delih, katerih kalupi so lahko nastali z izgubljenim voskom. Prizor na berlinski glineni posodi iz začetka 5. stoletja pr. n. št. prikazuje ustvarjanje bronastega kipa, verjetno s posrednim načinom litja z izgubljenim voskom. 

### Neposredni dokazi

#### Indija
Metoda izgubljenega voska je dobro dokumentirana v starodavnih indijskih literarnih virih. Shilpa shastras, besedilo iz obdobja Gupta (približno med 320-550 n. št.), vsebuje podrobne informacije o ulivanju podob v kovine. Vishnusamhita iz 5. stoletja, priloga k Vishnu Purani, se nanaša neposredno na modeliranje voska za izdelavo kovinskih predmetov v poglavju XIV: »če je treba izdelati podobo iz kovine, mora biti najprej vosek«. Poglavje 68 starodavnega besedila v sanskrtu Mānasāra Silpa opisuje ulivanje idolov v vosku in se imenuje Maduchchhista vidhānam ali metoda izgubljenega voska. Mānasollāsa (znana tudi kot Abhilasitārtha chintāmani), ki jo je domnevno napisal kralj Bhūlokamalla Someshvara dinastije Chalukya iz Kalyāni leta 1124—1125, prav tako podaja podrobnosti o izgubljenem vosku in drugih postopkih litja.
V razpravi iz 16. stoletja Uttarabhaga iz Šilparatne, ki jo je napisal Srïkumāra, od 32 do 52 poglavja 2 ("Lingam lakšanam"), daje podrobna navodila za izdelavo votlega litja. 

#### Teofil
Zgodovinski srednjeveški pisatelj Theophil Presbyter, ki naj bi bil benediktinski menih in kovinar Roger Helmarshausen, sta napisala razpravo v zgodnjem do srednjem 12. stoletju, ki vključuje izvirno delo in kopirane informacije iz drugih virov, kot so Mappae Clavicula in Eraclius, De dolorous et artibus Romanorum. [41] Opisujejo korak za korakom postopke za izdelavo različnih delov, med drugim ulivanje z izgubljenim voskom, tudi zahteve za uporabo "loja" namesto voska. Teofil opisuje, kako deliti vosek v različnih razmerjih pred oblikovanjem in litjem, da bi dosegli natančno nastavljene majhne glasbene zvonce. Florentinski kipar Benvenuto Cellini iz 16. stoletja je morda uporabil pisanje Theophila, ko je ulil bronastega Perzeja z Meduzino glavo.